# Diacyclops bisetosus
Diacyclops bisetosus är en kräftdjursart som först beskrevs av Rehberg 1880.  Diacyclops bisetosus ingår i släktet Diacyclops och familjen Cyclopidae. Arten är reproducerande i Sverige. Inga underarter finns listade i Catalogue of Life.